# Conférence des présidents du Parlement européen
La conférence des présidents du Parlement européen est l'organe responsable de l'organisation politique du Parlement européen. Il se compose du président du Parlement européen et des présidents des groupes politiques.

## Description
La Conférence des présidents est le principal organe directeur politique interne du Parlement européen, première branche du pouvoir législatif de l'Union européenne. Il est composé des présidents des groupes politiques du Parlement européen et de l'institution elle-même qui le préside. Un représentant des députés non inscrits sans droit de vote participe également à ses réunions.
La Conférence des présidents prend ses décisions par consensus ou par vote pondéré, selon le poids parlementaire des groupes représentés.
La Conférence des présidents est compétente pour :
- l'organisation des travaux et l'organisation législative de la Chambre ;
- l'attribution des pouvoirs aux commissions et délégations parlementaires et la détermination de leur composition ;
- relations avec les autres institutions, organes et agences de l'Union européenne, les parlements nationaux des États membres et les assemblées législatives des pays tiers;
- la préparation du calendrier de l'Institution et de l'ordre du jour des sessions ;
- la répartition des sièges des députés dans l'hémicycle[2].

## Membres actuels (2025)
À la suite des élections européennes de 2024 - Dixième législature du Parlement européen
| Membres             | Membres | Position                         | Groupe                                                                    | Groupe  |
| Président           |         |                                  |                                                                           |         |
| Roberta Metsola     | MLT     | Présidente du Parlement européen | Groupe du Parti populaire européen                                        | EPP     |
| Membres             |         |                                  |                                                                           |         |
| Manfred Weber       | GER     | Président de groupe              | Groupe du Parti populaire européen                                        | EPP     |
| Iratxe García Pérez | SPA     | Présidente de groupe             | Alliance progressiste des socialistes et démocrates au Parlement européen | S&D     |
| Valérie Hayer       | FRA     | Présidente de groupe             | Renew Europe                                                              | RE      |
| Terry Reintke       | GER     | Co-présidente de groupe          | Groupe des Verts/Alliance libre européenne                                | G/EFA   |
| Bas Eickhout        | NL      | Co-président de groupe           | Groupe des Verts/Alliance libre européenne                                | G/EFA   |
| Jordan Bardella     | FRA     | Président de groupe              | Patriotes pour l'Europe                                                   | PfE     |
| Nicola Procaccini   | ITA     | Co-président de groupe           | Conservateurs et réformistes européens                                    | ECR     |
| Joachim Brudziński  | POL     | Co-président de groupe           | Conservateurs et réformistes européens                                    | ECR     |
| Manon Aubry         | FRA     | Co-présidente de groupe          | Groupe de la Gauche au Parlement européen                                 | GUE/NGL |
| Martin Schirdewan   | GER     | Co-président de groupe           | Groupe de la Gauche au Parlement européen                                 | GUE/NGL |